# Piper multitudinis
Piper multitudinis är en pepparväxtart som beskrevs av William Trelease. Piper multitudinis ingår i släktet Piper och familjen pepparväxter. Inga underarter finns listade i Catalogue of Life.